# Okres Küssnacht
Okres Küssnacht (německy Bezirk Küssnacht) je jedním z okresů kantonu Schwyz ve Švýcarsku. Jeho sídlem je Küssnacht. Politická obec Küssnacht a okres tvoří jeden celek, stejně jako Einsiedeln a Gersau.
Politická obec Küssnacht zahrnuje místní části Küssnacht, Immensee a Merlischachen, které tvoří vlastní římskokatolické farnosti, a vesnici Haltikon. Farnost reformované církve pokrývá celý okres; jako diasporální farnost k ní patří asi 12 procent obyvatel.

## Seznam obcí
| Znak       | Název obce | Počet obyvatel (31. 12. 2022) | Rozloha (km²) | Hustota zalidnění (obyv./km²) |
| ---------- | ---------- | ----------------------------- | ------------- | ----------------------------- |
| Küssnacht  | Küssnacht  | 13 843                        | 29,38         | 471                           |
| Celkem (1) | Celkem (1) | 13 843                        | 29,38         | 471                           |